# Velikonoční oběti
Velikonoční oběti je česká duchovní píseň, zařazená v Jednotném kancionále v oddíle Velikonočních písní pod číslem 406. Text je parafrází latinské velikonoční sekvence Victimae paschali laudes, jejímž autorem je dle tradice Wipo, kaplan na německém královském dvoře z 11. století. Jednotný kancionál uvádí dva možné nápěvy, z nichž jeden je dílem Adama Michny z Otradovic, druhý Matěje Václava Šteyera. 